# Славянский троллейбус
Славянский троллейбус (укр. Слов'янський тролейбус) был открыт 25 сентября 1976 года ко Дню города. По состоянию на март 2021 года имеется 4 маршрута, около 60 км сети и 19 машин.

## Маршруты
- 2 "Вокзал — Славкурорт";
- 7 "Вокзал — микрорайон Лесной (бывш. Артёма)";
- 5Б "Железнодорожный вокзал —  микрорайон Химик" (временный, будет упразднён после возвращения в эксплуатацию маршрута №5; работает только в пиковое время утром и ближе к вечеру);
- 8 "микрорайон Лесной — Славкурорт" (работает в летнее время зависимо от погодных условий (во время дождя не курсирует) и пассажиропотока).
- 4 "Вокзал — Былбасовка";
- 3 "Вокзал — Мирный - Лесной " с 17.11.2023 запуск;

## История
Троллейбусное движение в Славянске было открыто 25 сентября 1976 года (на День города) шестью троллейбусами ЗиУ-9 по маршруту «ДК им. Ленина — Микрорайон Артёма» протяжённостью 9,0 км.
В 1978 году введена новая линия от Управления керамкомбината к Славянскому курорту, пущен маршрут №2 «Управление керамкобината — Славкурорт».
В 1982 году введена новая линия от улицы Юных Коммунаров до площ. Мира (Черевковка) по улицам Коммунаров и Свободы, пущен маршрут №3 «Управление керамкомбината — Площадь Мира».
В 1983 году введена новая линия от улицы Свободы до Внииметмаш, пущен маршрут №4 «Дворец культуры имени Ленина — Внииметмаш».
С 4 мая до 14 октября 1985 года не функционировали маршруты №3 и 4 из-за повреждения линии по улице Коммунаров, и 14 октября 1985 года возобновлено движение в объезд повреждённого участка маршрута по улицам Искры, Фрунзе и Чубаря.
25 февраля 1986 года введена новая линия «Управление керамкомбината — Железнодорожный вокзал», до вокзала продлён маршрут №2 «Вокзал — Славкурорт».
15 июля 1987 года продлена линия от Внииметмаш до ПО "Славтяжмаш", продлён маршрут №4 «ДК имени Ленина — Машчермет».
В марте 1988 года введена новая линия «Площ. Мира — Промрайон „Восточный“ (автотрасса "Харьков-Ростов")», пущен маршрут №5 «Управление керама — промрайон Восточный».
С мая 1988 года до конца 1990 года в связи с ремонтом железнодорожного переезда возле Керамического комбината, движение до Вокзала осуществлялось по параллельной улице — Добровольского (и Володарского, Каховской).

### Маршруты на1 января1990 года
- 1 "Керамический комбинат — Микрорайон имени Артёма"
- 2 "Вокзал — Славкурорт"
- 3 "Керамический комбинат — Площадь Мира"
- 4 "Дворец культуры имени Ленина — Машчермет"
- 5 "Керамический комбинат — Восточный промрайон"

С октября 1990 года до 1992 года в связи с ремонтом по улицам Искры, Фрунзе, Чубаря движение маршрутами №3, 4, 5 остановлено.
В 1992 году (по другим данным в 1993 году) проложена односторонняя ветка по улице Бульварной в микрорайоне Артёма, пущен маршрут №1А «Дворец культуры имени Ленина — Ул. Бульварная» (ныне ветка является технической и изредка используется для нагона расписания). В том же году пущен маршрут №7 «Вокзал — Микрорайон Артёма», который вначале своего существования обслуживался одной машиной (045) и оборачивался по ул. Бульварной.
В начале 1990 годов с улиц Славянска исчез маршрут №3, а маршрут №4 стал пиковым.
В то же время, планировалось строительство линии на посёлок Мирный (Донрыбкомбинат) с микрорайона им. Артёма, для чего был зарезервирован номер маршрута "6", закуплены столбы и контактная сеть.

### Маршруты на1 января2000 года
- 1 "Управление керама — Микрорайон Артёма"
- 2 "Вокзал — Славкурорт"
- 4 "Дворец культуры имени Ленина — Машчермет"
- 5 "Управление керама — Восточный промрайон"
- 7 "Вокзал — Микрорайон Артёма"

В начале 2000 годов наблюдалось сокращение движения:
- исчез маршрут №1,
- переведены на работу только в будние дни в часы пик маршруты №4 и №5,
- маршрут №2 работал только в первую смену,
- демонтирована линия от Славтяжмаша до Машчермет (маршрут №4 «Дворец культуры имени Ленина — Машчермет») — в 2004 году.

В начале 2000 годов появился новый (в летний период выпуск 1 машина) маршрут №2А «Микрорайон Артёма — Славкурорт», которому впоследствии присвоили номер "8".

В 2007 году в связи с нехваткой подвижного состава приостановлено движение по маршрутам №4 и 5.

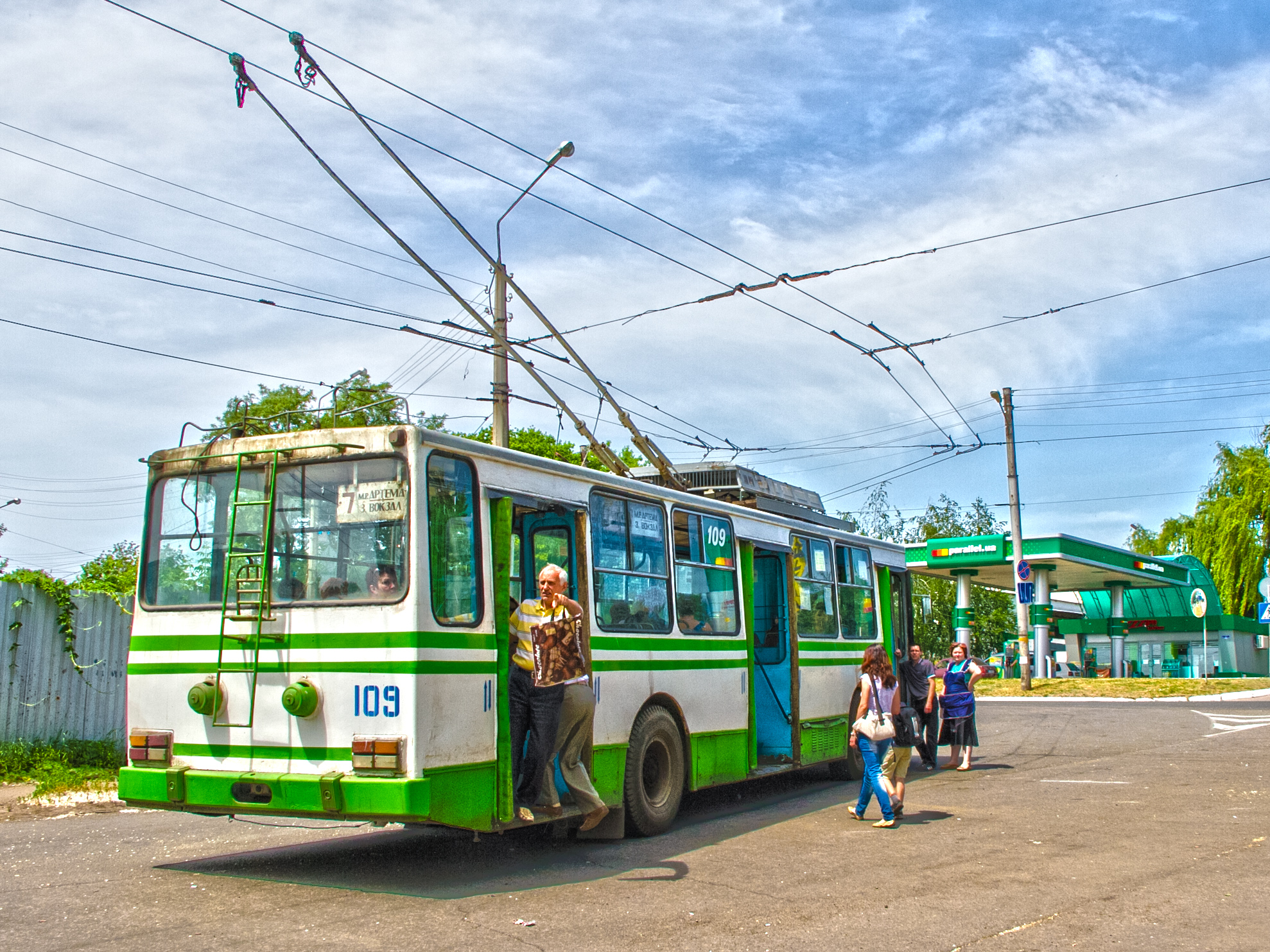
Троллейбус после оборота около остановки "Парк" совершает посадку пассажиров для дальнейшего движения на мкр-н Лесной, май-июль 2014 года.

Осенью 2008 года троллейбусным управлением, дабы избежать мародёрства, была демонтирована линия на Славтяжмаш.
В периоде 2008-2010 годов отставлено от эксплуатации большинство троллейбусов, что было связано с отсутствием денег на обслуживание (ЮМЗ-Т1 и их укороченные модернизации) и полным израсходованием ресурса большинства машин (ЗиУ-9, ЗиУ-682, а также модификаций [В00] и [В0А]). Несмотря на планы по ремонту большей части троллейбусного парка, единственными, вернувшимися в 2010-2012 годах после ремонта и ревизии соответственно, стали троллейбусы 060 и 107. В 2008-2012 троллейбусная система находилась в состоянии выживания, а ныне самый загруженный маршрут №7 обслуживался одной-двумя машинами.
В 2010 году из Киева был передан снятый с эксплуатации и частично отремонтированный ЮМЗ-Т2 позднего выпуска №533 (остальные ЮМЗ-Т2, эксплуатирующиеся в Славянске - раннего выпуска 1994-1998 годов с отличающейся светотехникой), позже перенумерованный в №111.
В 2012 году из Донецка были переданы 5 троллейбусов модели ЛАЗ Е183 в ливрее «Евро-2012»,  что слегка улучшило положение.
Летом 2013 года на маршрутах работало 12-13 троллейбусов (060, 104, 106, 107, 108, 109, 110, 111, 201, 202, 203, 204, 205). Из них: 1 на 8 маршруте, 2 на 2 маршруте и 9-10 на 7 маршруте.
Во время вооружённого конфликта 2014 года система была практически закрыта, т.к. была сильно повреждена в результате боевых действий. Движение осуществлялось лишь одним троллейбусом до перекрестка ул. Ярослава Мудрого (бывш. Урицкого) и ул. генерала Лозановича, где троллейбус за счет самостоятельного манёвра разворачивался на встречную полосу. С 28 июня по 5 июля, боевиками была захвачена территория троллейбусного депо. Ранее ими была украдена автовышка, в связи с чем было невозможно восстанавливать повреждённые участки контактной сети. Во время попытки одного из сотрудников депо сохранить оставшиеся на участке маршрута №5 провода - те были украдены у него боевиками. Артобстрелами полностью уничтожена и по сей день не восстановлена резервная троллейбусная линия для маршрута №7 через "АИЗ" между остановками "СКНАУ" и "Восьмиквартирная", что делает невозможным для большинства троллейбусов движение в сторону железнодорожного вокзала в случае ремонтных работ, не считая возможности оборота на бывшем оборотном кольце остановки "Управление Керама" маршрута №5, если ремонт проводится около остановки "Кераммаш". Движение по маршрутам №7 и №2 восстановлено 1 и 20 августа 2014 года, соответственно. При этом, основную помощь в восстановлении движения оказали транспортные предприятия Киева и Харькова.
27 февраля 2018 года было принято соглашение о восстановлении маршрута № 5 на сумму 68 млн гривен, которые были выделены Европейским инвестиционным банком, в результате проводившегося тендера. Весной того же года за счёт городского бюджета были куплены два троллейбуса модели Эталон Т12110 «Барвинок».
Из-за начавшейся в Украине пандемии COVID-19, с 8 апреля по 27 мая 2020 года троллейбусы курсировали только в будние дни с 6 утра до 6 вечера. Позднее, с 6 июня по 22 августа, из-за обострения ситуации по заболеваемости - троллейбусы вновь работали в аналогичном режиме.
14 апреля был заключен Договор с частным подрядчиком на проведение работ по восстановлению инфраструктуры 5-го троллейбусного маршрута. Согласно Договору, окончательный срок выполнения работ должен был быть март 2021 года. Однако, позднее мэр Славянска Вадим Лях заявил, что открытие маршрута №5, оборудованного контактной сетью, произойдет в первом полугодии того же года. За период весны-лета были полностью демонтированы останки прежней контактной сети, начата установка новых опор и остановочных павильонов.
На протяжении осени в город прибывают входящие в проект 4 из 5 троллейбусов Днепр-Т203, 3 из которых заявлены, как имеющие функцию автономного хода с запасом батарей на 20 километров.
14 ноября 2020 года состоялся запуск временного маршрута №5Б от железнодорожного вокзала до микрорайона Химик, мимо которого, в дальнейшем, будет следовать основной маршрут, не заезжая на территорию последнего из-за отсутствия надобности в этом и весьма малых габаритов дороги и оборотного кольца. Сам маршрут №5  отчасти изменён - из-за одностороннего движения по ул. Центральной, в сторону вокзала троллейбус следует через ул. Шелковичную до ул. Банковской, около остановки "СКНАУ". Движение до вокзала же является одним из основных отличий, так как существенно влияет на пассажиропоток и целесообразность маршрута (движение со стороны районов, примыкающих к ул. Вокзальной и центра города к трассе М-03, району Черевковка и микрорайону Химик). В марте 2021 года работы над маршрутом №5 оказались под вопросом, в связи с провалом на мосту по улице Свободы 4 марта. По словам мэра, закончить капитальный ремонт моста должны были лишь к осени того же года. В связи с этим, начиная с 16 марта, маршрут №5Б начал следование лишь до остановки "Набережная" перед мостом, после чего делает оборот и двигается в сторону вокзала. Движение до Химика было восстановлено 22 октября, одновременно с возвращением моста в эксплуатацию. Также чуть ранее было сообщено, что для введения в эксплуатацию основного маршрута осталось протянуть контактную сеть и возвести подстанцию.
Ходили также слухи о восстановлении маршрута №4 на Машчермет, однако они были развеяны, т.к. ныне, из-за отсутствия соответствующего предприятия, небольшой пассажиропоток можно компенсировать маршрутными такси.

## Подвижной состав
В настоящее время маршруты обслуживаются машинами типа:
- ЮМЗ-Т2 (6 машин (одна передана из Киева; 1 в рабочем состоянии, 4 в резерве) с 1994 года;
- ЛАЗ Е183 (5 машин, 4 в рабочем состоянии) с 2012 года (переданы из Донецка);
- Эталон Т12110 «Барвинок» (2 машины) с 2018 года;
- Днепр-Т203 (4 машины, 2 с автономным ходом) с 2020 года.

Служебный парк представлен грузовыми троллейбусами КТГ-1 (один в строю, другой списан и используется как сарай неподалёку от депо).
Ранее были также:
- ЗиУ-682В (38 машин (2 из которых были переданы из Горловки и 2 из Донецка)) - в 1976-2010.
- ЗиУ-682В [В00] (8 машин) - в 1985-2010.
- ЗиУ-682В-012 [В0А] (14 машин) с 1988-2020;
- ЮМЗ-Т1 (5 машин) - в 1994-2018.
- ЮМЗ Т1Р (Т2П) (№101 и №102) - укорочены в 2001 году на «Южмаш», были выведены из эксплуатации в 2010 году.

## Перспективы
- Появление маршрутов до Былбасовки и Мирного (ранее не реализованный маршрут №6), которые, предположительно, будут обслуживаться троллейбусами с автономным ходом. 12 января 2021 года Вадим Лях сообщил, что после постановления на баланс города последних двух прибывших машин Днепр-Т203 (будущие №403 и №404) новые маршруты до Былбасовки и Андреевки следует ожидать к началу весны этого же года.[3] В феврале дата ввода маршрутов в эксплуатацию сдвинулась к лету того же года. В октябре, на брифинге с жителями Былбасовки был вновь поднят вопрос о маршруте. Мэр сообщил, что возможность пуска маршрута появится лишь после полного запуска маршрута №5, так как это позволит выдавать на маршрут троллейбусы с автономным ходом, на данный момент, задействованные на бесконтактном маршруте до "Химика".
- Маршрут до стадиона им. Скиданова (бывш. стадион "Химик"), который находится в стадии проектирования.
- Маршрут №9 до ж.д. станции «Славянский курорт», ныне находящийся на стадии проектирования.